# خرمی (جماعت)
خرمی جماعت و شهرکی در شمال غربی تاجیکستان است که در ناحیهٔ پنجکنت ولایت سغد قرار دارد. جمعیت این جماعت ۷٬۹۴۳ نفر است.